# Gnucleus
Gnucleus è un client open source per le reti Gnutella e Gnutella2 (conosciuta anche come G2).

## Storia
Gnucleus è stato uno dei client pionieri della rete Gnutella avendo iniziato lo sviluppo sin dal 2000, lo stesso anno in cui Justin Frankel e Tom Pepper resero pubblico il codice sorgente dell'omonimo protocollo.
È stato anche il primo client di maggior peso (anche se non il solo) a essere pubblicato completamente sotto licenza libera (GPL). Sia Bearshare che Limewire ai tempi erano entrambi a codice chiuso.
Dopo un iniziale periodo di discreto successo specie nel biennio 2001/02, soprattutto tra le fasce d'utenza più esperte, spinto da una interfaccia molto completa e priva di fronzoli grafici, dall'integrazione di un client IRC nonché da superiori prestazioni di rete, Gnucleus cominciò a soffrire la concorrenza degli altri client e a essere successivamente coinvolto nel declino della rete Gnutella, incalzata da FastTrack (KaZaA, Kazaa Lite, Grokster e Morpheus ed eDonkey (eDonkey 2000, eMule).

### Le innovazioni
Gnucleus fu uno dei primi client a introdurre il supporto per il protocollo Gnutella2, un'evoluzione della rete Gnutella creata dagli sviluppatori di un altro noto client: Shareaza. Venne creata una cache di nodi d'aggancio (GWebCache) che avrebbe dovuto fungere da riferimento anche per client differenti, poiché all'epoca l'accesso alla rete poteva avvenire solo contattando un altro nodo, e ciò rappresentava un fastidioso problema per l'utenza.
Con il fine di agevolare la diffusione della rete, favorendo la nascita di nuovi client, gli sviluppatori separarono il core (GnucDNA) dall'interfaccia mentre l'idea assai poco probabile di un file sharing su rete locale ebbe concretizzazione con il progetto GnucleusLAN.

### I fallimenti
Nessuno di questi tre progetti si rivelò idoneo per salvare le sorti di Gnuclues e in generale della rete Gnutella.
L'implementazione del protocollo G2 avvenne troppo tardi, quando oramai altre reti più performanti avevano trovato il favore del pubblico, fra cui FastTrack ed eDonkey.
L'idea della GWebCache, di per sé buona, fu ignorata dai principali client, che preferirono crearne di proprie a uso esclusivo della propria utenza (così principalmente fece Bearshare).
GnucDNA non ha suscitato interesse (probabilmente per il declino stesso di Gnutella), essendo implementato da due soli client di secondo piano: Kiwi Media World, e in via temporanea da Morpheus.

## La diatriba con Morpheus
Nel febbraio del 2002, uno degli allora client di file sharing più chiacchierati, Morpheus, mancò di pagare i diritti di utilizzo del protocollo FastTrack (il più diffuso del tempo), lasciando di colpo i suoi utenti senza possibilità di accesso alla rete. In fretta e furia i programmatori pubblicarono una nuova versione implementando il motore di Gnucleus ma senza renderne disponibili i sorgenti, e quindi in palese violazione della licenza GPL sotto la quale Gnucleus è pubblicato.
La questione fu però presto risolta, e nel giro di pochi giorni il codice sorgente fu pubblicato nelle pagine del sito ufficiale.

## Il futuro
L'ultima versione di Gnucleus è stata distribuita nel giugno del 2004 e il sito ufficiale, sebbene ancora in linea, non è completamente aggiornato (tant'è che si rinvengono versioni ancor più datate dell'ultima release). Le stesse prestazioni del client sembrano pregiudicate dal fatto che la cache di nodi non pare più contenerne di validi.
In assenza di comunicazioni ufficiali non è chiaro se il progetto sia stato abbandonato.